# Badiasis tauzini
Badiasis tauzini är en skalbaggsart som beskrevs av Soula 2002. Badiasis tauzini ingår i släktet Badiasis och familjen Rutelidae. Inga underarter finns listade.